# Jim Banks
James Edward Banks, detto Jim (Columbia City, 16 luglio 1979), è un politico statunitense, senatore per lo stato dell'Indiana dal 2025 e membro della Camera dei Rappresentanti per lo stesso stato dal 2017 al 2025. In precedenza, Banks è stato senatore statale dal 2010 al 2016 ed è membro del Partito Repubblicano, all'interno del quale si colloca nell'area ultraconservatrice e vicina a Donald Trump.

## Biografia
La carriera politica di Banks inizia nel 2010 quando viene eletto nel Senato statale dell'Indiana. Nel settembre 2014 prende parte ad una missione militare in Afghanistan e prende quindi un momentaneo congedo dal Senato utilizzando una legge statale che permetteva a chi ricopriva cariche elettive di assentarsi per un periodo per compiere doveri militari. Banks viene quindi sostituito da sua moglie Amanda Banks fino a maggio 2015.
Il 12 maggio 2015 Banks annuncia la volontà di candidarsi alla Camera dei Rappresentanti per il terzo distretto dell'Indiana dopo che il deputato uscente Marlin Stutzman aveva annunciato la sua intenzione di candidarsi al Senato. Banks vince le primarie repubblicane il 3 maggio 2016 e nelle elezioni generali dell'8 novembre batte il democratico Tommy Schrader aggiudicandosi il seggio.